# Gruppenpuzzle

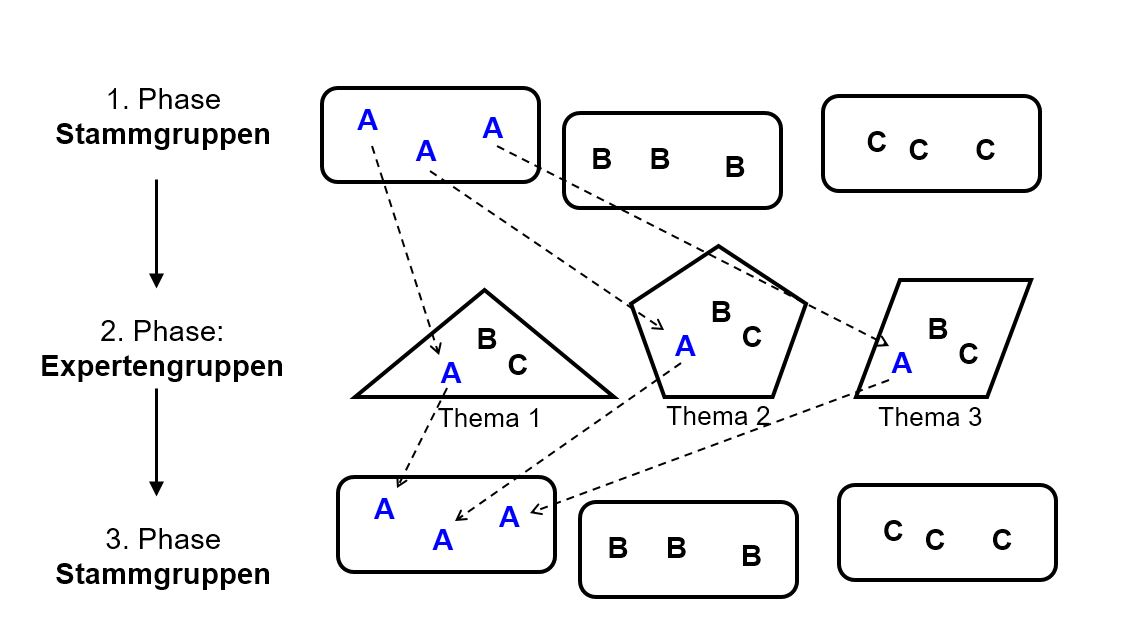
Schematische Darstellung der drei Phasen eines Gruppenpuzzles

Das Gruppenpuzzle (auch: Jigsaw-Methode, englisch Jigsaw Teaching Technique) ist eine Form der Gruppenarbeit und gehört zu den Methoden des Kooperativen Lernens. Sie wurde im Jahr 1971 in den USA von Elliot Aronson entwickelt.

## Überblick
Die Mitglieder einer sogenannten Stammgruppe werden verschiedenen Teilthemen zugewiesen, die sie sich gemeinsam mit Personen aus anderen Stammgruppen erarbeiten. Die Gruppen, in denen die Arbeit am Teilthema geschieht, werden als Expertengruppen bezeichnet, weil die betreffenden Personen dieser Gruppen zu Experten für das jeweilige Teilthema werden. Anschließend kehren die Experten aus den Expertengruppen in ihre jeweilige Stammgruppe zurück, um dort den anderen Gruppenmitgliedern ihr Teilthema vorzustellen. Im Zusammenspiel der einzelnen Teilthemen – oftmals auch angeleitet durch übergreifende Leitfragen – entfaltet sich das Gesamtthema.
Die Grundidee der didaktischen Methode „Gruppenpuzzle“ besteht darin, alle Lernenden im Rahmen einer Gruppenarbeit durchgängig zu aktivieren. Im Gegensatz zur gewöhnlichen Gruppenarbeit gibt es keine Möglichkeit sich „zu verstecken“, da jede Person eine spezielle Aufgabe übertragen bekommt.

## Vorgehensweise
Die didaktische Methode „Gruppenpuzzle“ ist so angelegt, dass jede Person eine spezielle Aufgabe zu erfüllen hat. Da die Personen einer Stammgruppen auf verschiedene Teilthemen verteilt werden, ist es erforderlich, dass sich jedes Stammgruppenmitglied mit einem Teilthema vertraut macht, um dies dann an die anderen Stammgruppenmitglieder weitergeben zu können.
Der Ablauf eines Gruppenpuzzles ist wie folgt:
- Phase 1: Die Lernenden finden sich zu sogenannten Stammgruppen (oftmals auf längere Zeit angelegt) zusammen.
- Phase 2: Jedes Mitglied einer Stammgruppe ordnet sich einem Teilthema zu (bzw. wird zu einem Teilthema zugeteilt), erarbeitet dies gemeinsam mit anderen Lernenden und wird somit zu einer Expertin bzw. einem Experten für dieses Teilthema. Diese Phase geschieht i. d. R. textbasiert, d. h. die Mitglieder der jeweiligen Expertengruppe erschließen sich einen Text – ggf. auch angeleitet durch Fragen –, diskutieren diesen in der Gruppe und bereiten die Weitergabe der Informationen in der Stammgruppe vor.
- Phase 3: Nun werden die Lernenden aus den verschiedenen Expertengruppen wieder in ihren Stammgruppen zusammengeführt. Dort stellen sie sich nun die einzelnen Teilthemen wechselseitig vor, diskutieren diese und beantworten evtl. Leitfragen gemeinschaftlich.[1][2]

Für den Fall, dass das Gruppenpuzzle nur einmalig eingesetzt wird, können die Lernenden direkt in Phase 2 mit den Expertengruppen beginnen und somit nur zweischrittig vorgehen.
Häufig schließt sich an das Gruppenpuzzle ein Plenum an, in dem Fragen geklärt und Inhalte gefestigt werden.

## Geschichte
Zur Überwindung von Vorurteilen zwischen Mitgliedern unterschiedlicher sozialer Gruppen hatte der Psychologe Elliot Aronson in den 1950er-Jahren die sogenannte „Kontakthypothese“ vorgeschlagen. Im direkten Umgang mit Mitgliedern anderer Gruppen sollten positive Erfahrungen gemacht werden, die im Widerspruch zu den bisherigen Vorurteilen stünden. Die Kontakthypothese postulierte, dass sich durch persönliche Begegnungen (Kontakt) Vorurteile abbauen ließen. Nach der Aufhebung der Rassentrennung an US-amerikanischen Schulen im Jahr 1954 im Kontext der Desegregation kam es allerdings zu massiven rassistischen Ausschreitungen. Dies zeigte, dass allein der Kontakt von Mitgliedern verschiedener Gruppen – wie dies in den USA in den folgenden Jahrzehnten im Rahmen des Busing umgesetzt wurde – nicht ausreicht, um Vorurteile durchgängig abzubauen.
Der Sozialpsychologe Muzafer Sherif wies im Robber’s-Cave-Experiment nach, dass gemeinsame Ziele (im Gegensatz zu konkurrierenden oder inkompatiblen Zielen wie etwa bei Wettkampfspielen) geeignet sind, zur Konfliktreduktion beizutragen. Die Kontakthypothese wurde demzufolge um die folgenden drei Bedingungen erweitert, um zur längerfristigen Reduktion von Vorurteilen beitragen zu können:
1. Es muss ein gemeinsames Ziel verfolgt werden.
2. Um dieses Ziel zu erreichen, muss ein sozialer Austausch in positiver Interdependenz stattfinden, d. h. die einzelnen Gruppenmitglieder müssen aufeinander angewiesen sein.
3. Es bedarf einer individuellen Verantwortlichkeit, d. h. Einzelne sollen sich dem sozialen Austausch nicht entziehen dürfen.

Aronson wurde im Jahr 1971 im Schuldistrikt Austin (Texas) beauftragt, ein Konzept gegen die feindselige Stimmung in den Klassenzimmern, die sich aus den rassistischen Vorurteilen ergeben hatte, zu lösen. Er entwickelte eine Form des Kooperativen Lernens, das die drei oben genannten Bedingungen (gemeinsames Ziel, positive Interdependenz und individuelle Verantwortlichkeit) explizit berücksichtigt: das Gruppenpuzzle.
1. Das gemeinsame Ziel ist das Verstehen des gesamten Lernstoffs.
2. Es findet ein intensiver sozialer Austausch statt, in dem die Mitschüler vor allem in der dritten Phase (in positiver Interdependenz) aufeinander angewiesen sind.
3. Die individuelle Verantwortlichkeit stellt sich doppelt dar: Einerseits fordern die Mitschüler in der dritten Phase das Expertenwissen von einem selbst ein. Andererseits muss den anderen Aufmerksamkeit geschenkt werden, weil deren Wissen für das eigene Verständnis des gesamten Lernstoffs benötigt wird.[4]

In der Folge wurde die Methode Gruppenpuzzle als Methode des Kooperativen Lernens in die Didaktik und den Unterricht in seinen verschiedenen Kontexten übernommen.

## Funktion
In sozialpsychologischer Perspektive bezweckt die Methode Gruppenpuzzle, Vorurteile der beteiligten Personen abzubauen und dadurch auch zur Verbesserung des Klimas in der Schule bzw. einer anderen Bildungsinstitution beizutragen.
In lernpsychologischer Hinsicht bietet das Gruppenpuzzle die Möglichkeit, einen Nachteil der klassischen Gruppenarbeit zu kompensieren: die Möglichkeit für einzelne Lernende, sich in der Gruppe zu „verstecken“ und dadurch die eigenen Lernaktivität zu reduzieren. Lernende übernehmen die Verantwortung für einen inhaltlichen Teil und dessen Weitergabe an die anderen Lernenden der jeweiligen Stammgruppe.